# Tupinambis quadrilineatus
El lagarto (Tupinambis quadrilineatus) es una especie de la familia Teiidae ampliamente distribuida en el Cerrado del Brasil y ha sido colectado por lo
menos tan cerca como la Chapada de Guimaraes al norte de Cuiabá, Mato Grosso (Colliet al., 1998)y este de Bolivia.
Tupinambis cerradensis descrito por Colli, Péres & da Cunha, 1998,[cita requerida] es considerado un sinónimo de esta especie.